# روسولا صفراء
روسولا صفراء (الاسم العلمي: Russula flavida) هي نوع من الفطريات تتبع جنس الروسولا من الفصيلة الروسولية.